# Cá nóc chuột chấm sao
Arothron stellatus là một loài cá nóc trong họ Tetraodontidae (họ Cá nóc). Loài này sinh sống ở vùng biển Ấn Độ Dương và Thái Bình Dương.